# Portal de Figuerola de Meià
El Portal de Figuerola de Meià és una obra amb elements romànics de Figuerola de Meià, al municipi de Camarasa (Noguera) inclosa a l'Inventari del Patrimoni Arquitectònic de Catalunya.

## Descripció
El conjunt monumental de Figuerola de Meià està ubicat al bell mig del nucli esmentat, agregat de Camarasa. Es tracta d'un conjunt d'elements, aïllats o entre mitgeres que es troben ben integrats en la part antiga i parcialment deshabitada d'aquest nucli.
La torre de la Inquisició és un edifici de base rectangular amb unes dimensions d'uns 7,5 per 4,80 m, amb uns 13 m d'alçada conservada, situada al mig del recinte fortificat del poble. Compta amb quatre plantes o pisos, el superior amb restes de pas de guàrdia. Tot i que actualment la planta baixa es troba esbotzada i convertida en magatzem, l'accés es produiria originalment a l'altura del primer pis, a la banda est. En aquest punt s'hi observa una porta de doble arc de mig adovellat intern i extern. L'arc interior, amb dovelles disposades de costat i molt més estretes disposa d'un sol brancal. La planta baixa té volta apuntada amb carreus rectangulars i dos orificis de comunicació amb la primera planta. També s'hi troba una finestra, més moderna que l'ús original de torre defensiva, amb l'escut del bisbat i d'altres grafismes en relleu sobre la llinda de pedra. Només es conserva el paviment que separa la planta baixa i el primer pis, tot i que en els altres casos sí que s'observen restes en les parets i els repeus on es recolzava, que devien estar realitzats amb morter de guix i sostingudes per bigues de fusta. S'observen restes d'una escala adossada entre les parets est i nord. Probablement entre la tercera i la quarta planta es tractaria d'escales mòbils.
Els murs són de filades de carreus de pedra amb petites espitlleres, destacant a la part superior reformes amb opus spicatum. També s'observen lloses de pedra encastada al mur, sobresortint i rematant la part superior. L'estat general d'aquest conjunt és molt precari i es troba limitat amb cintes vermelles que n'impedeixen el pas.
El portal del conjunt, situat al sud-oest del recinte i a tocar de l'actual pça. Major de la vila. Es tracta d'un clar exemple d'arquitectura popular basat en dos arcs semicirculars externs prou irregulars realitzats amb dovelles poc homogènies. Amb sostre de bigues de fusta i arrebossats de ciment i formigó. La seva morfologia actual emmascara altres arcs interiors que poguessin ser anteriors.
En d'altres punts del conjunt antic de Figuerola de Meià es poden observar sengles arcs apuntats arrebossats i panys de mur en els perímetres exteriors de les vivendes avui en dia enrunades podrien correspondre amb les fases més antigues d'aquest indret.

## Història
Les dades directament vinculades a Figuerola de Meià s'inicien cap a l'any 1040, en que Company i la seva muller Guilla donaren al monestir de Santa Maria de Meià els delmes de diversos llocs, entre ells els de Figuerola. Per fets posteriors se suposa que el terme era una possessió de la família Meià, tal com s'observa en nombroses donacions a testaments. Aquest fet va provocar durant el segle xiii el terme de Figuerola de Meià no passés a mans del marquesat de Camarasa, tal com succeí amb nombrosos indrets veïns. El monestir de Santa Maria va continuar mantenint el domini sobre el lloc tot i la venda que el rei Alfons IV feu de l'indret l'any 1426 a Nicolau de Gralla.
Directament del castell, només se'n té constància de la referència escrita que a mitjans del segle xvii feu Roig i Jalpí: "En la Villa de Figuerola de Meyà en medio de ella, hay una Torre quadrada de piedra labrada, habitable". Una de les darreres refaccions, la de la obertura a la planta baixa, es veu en la data de la finestra, mostrant l'any 1826.